# Nordfjord
Il Nordfjord (noto anche come Nordfjorden, dove il suffisso -en rappresenta l'articolo determinativo in norvegese) è un fiordo della contea di Vestland, nel sud-ovest della Norvegia. Con i suoi 106 km di lunghezza è il sesto più lungo del Paese.

## Geografia

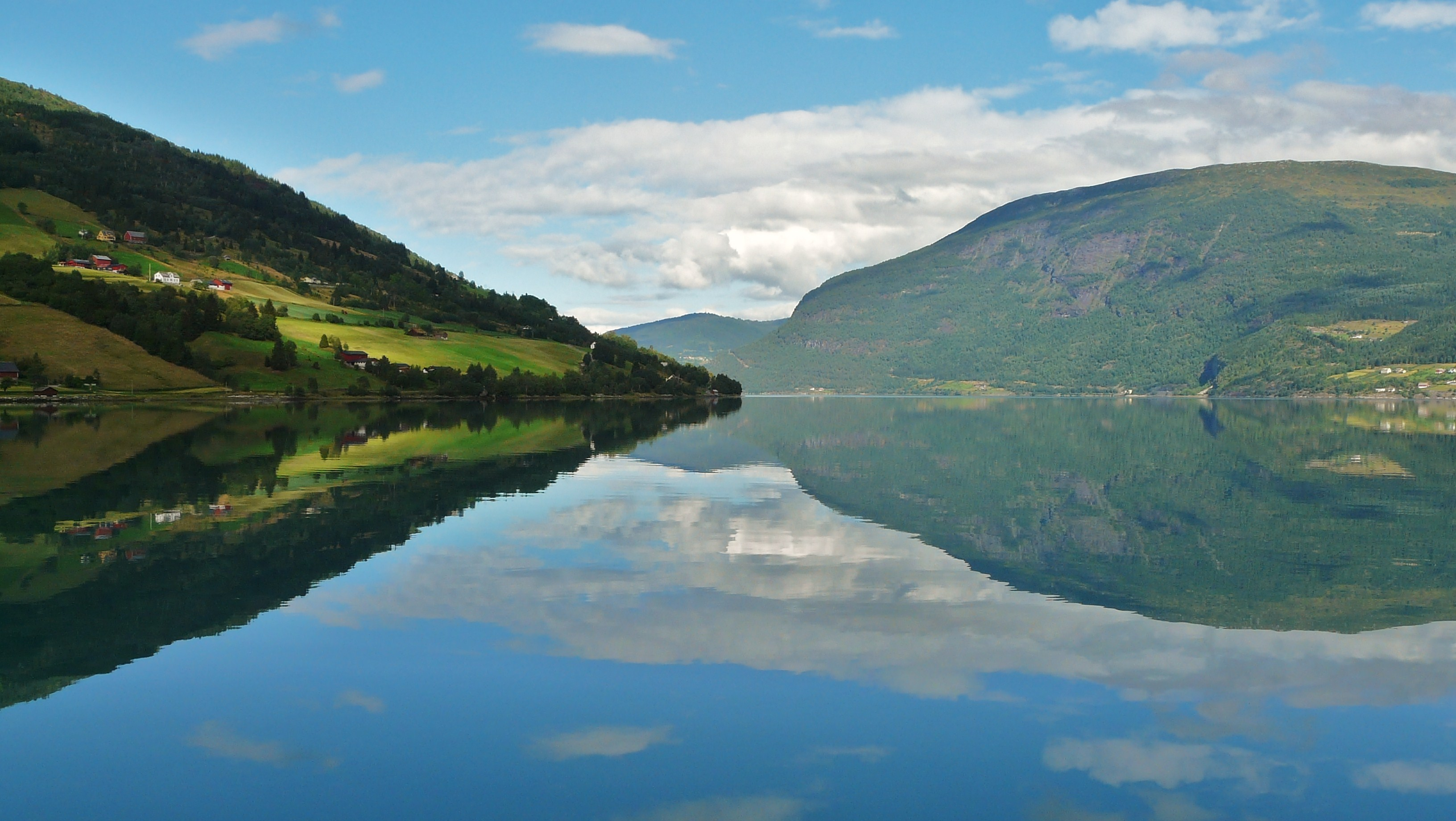
Una vista del fiordo da Oldebukta, nei pressi di Loen.

Il fiordo si sviluppa in direzione est-ovest tra l'isola di Husevågøy nel comune di Kinn e il villaggio di Loen nel comune di Stryn.
Il fiordo inizia in corrispondenza del fronte dello Jostedalsbreen, il più grande ghiacciaio dell'Europa continentale, ad est e scorre verso ovest svuotandosi nel mar del Nord, poco a sud della penisola di Stad. La foce del fiordo è situata tra le grandi isole di Vågsøy e Bremangerlandet, con il piccolo isolotto di Husevågøy nel mezzo della foce.
La sponda settentrionale del fiordo è caratterizzata da montagne prevalentemente basse, per la maggior parte inferiori a 1 000 m di altezza, con poche vette di 1 400 m. La sponda meridionale invece è circondata da montagne più alte, generalmente con picchi di 1 500 m, coperte di ghiacciai. A est e a sud-est sorge la catena dello Jotunheimen, il massiccio montuoso più alto della Scandinavia, su cui si sviluppa lo Jostedalsbreen. Pochi chilometri a nord del Nordfjord si trova il lago Hornindalsvatnet, il più profondo d'Europa.
Il fiordo dà il nome ad uno dei distretti della contea di Vestland, Nordfjord. Il distretto, con una superficie di 4 295 km² e circa 32 965 abitanti, include i comuni di Selje, Vågsøy, Bremanger, Eid, Gloppen, Hornindal e Stryn.

### Ramificazioni
Il fiordo si ramifica in numerosi rami secondari tra cui l'Eidsfjord, lo Ålfotfjord, l'Hyefjord e il Gloppefjord. Il Nordfjord raggiunge la massima profondità di 565 m nei pressi della foce dell'Eidsfjord e del villaggio di Bryggja.
Di seguito le ramificazioni a partire dalla foce:
- Foce
  - Vågsfjord
  - Fåfjord
  - Rugsund
- Ytre Nordfjord
  - Eidsfjord
- Isefjord
  - Ålfoten
- Hundvikfjord
  - Hyefjord
  - Gloppefjord
- Utfjord
- Innvikfjord
- Faleidfjord
  - Strynebukta

## Trasporti
Il fiordo non è attraversato da ponti stradali o ferroviari ma è possibile raggiungere le sponde opposte tramite traghetti su tre linee. Una di queste collega Anda con Lote come parte della strada europea E39.
Un secondo attraversamento è tra Isane e Stårheim, mentre il terzo va da Måløy a Oldeide in prossimità della foce del fiordo, transitando per l'isola di Husevågøy.

## Insediamenti
I primi insediamenti umani nella regione attorno al Nordfjord risalgono a periodi antecedenti all'epoca dei vichinghi.
Al giorno d'oggi, centri importanti sono la città di Måløy (sulla sponda settentrionale della foce del fiordo), i villaggi di Bryggja e Totland (a Vågsøy), Rugsund, Davike e Ålfoten (su Bremanger), Kjølsdalen, Stårheim, Nordfjordeid e Lote (a Eid), Sandane e Gimmestad (a Gloppen), e Randabygda, Utvik, Innvik, Roset, Stryn, Olden e Loen (a Stryn).

## Galleria d'immagini

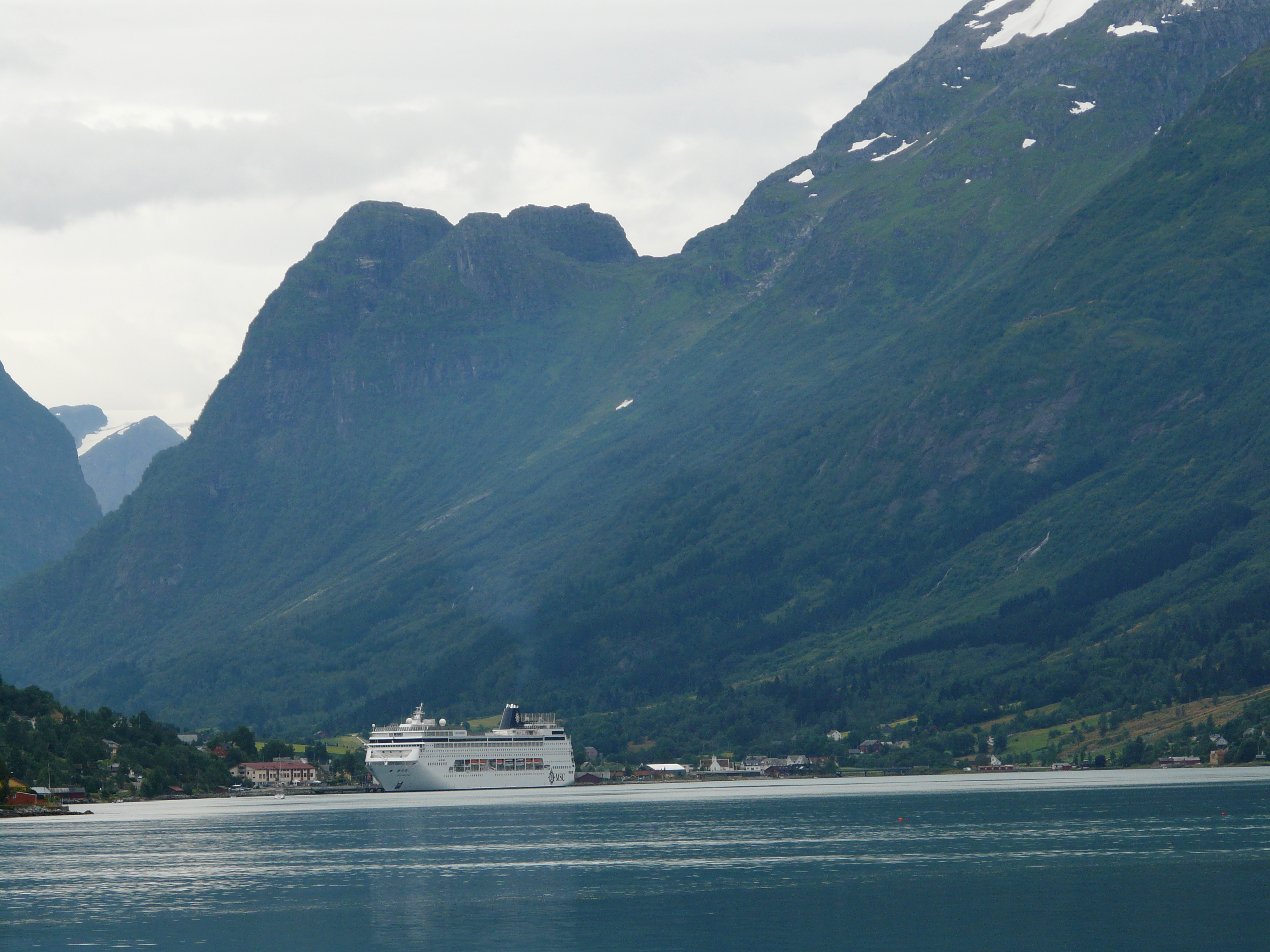
Il villaggio di Olden.
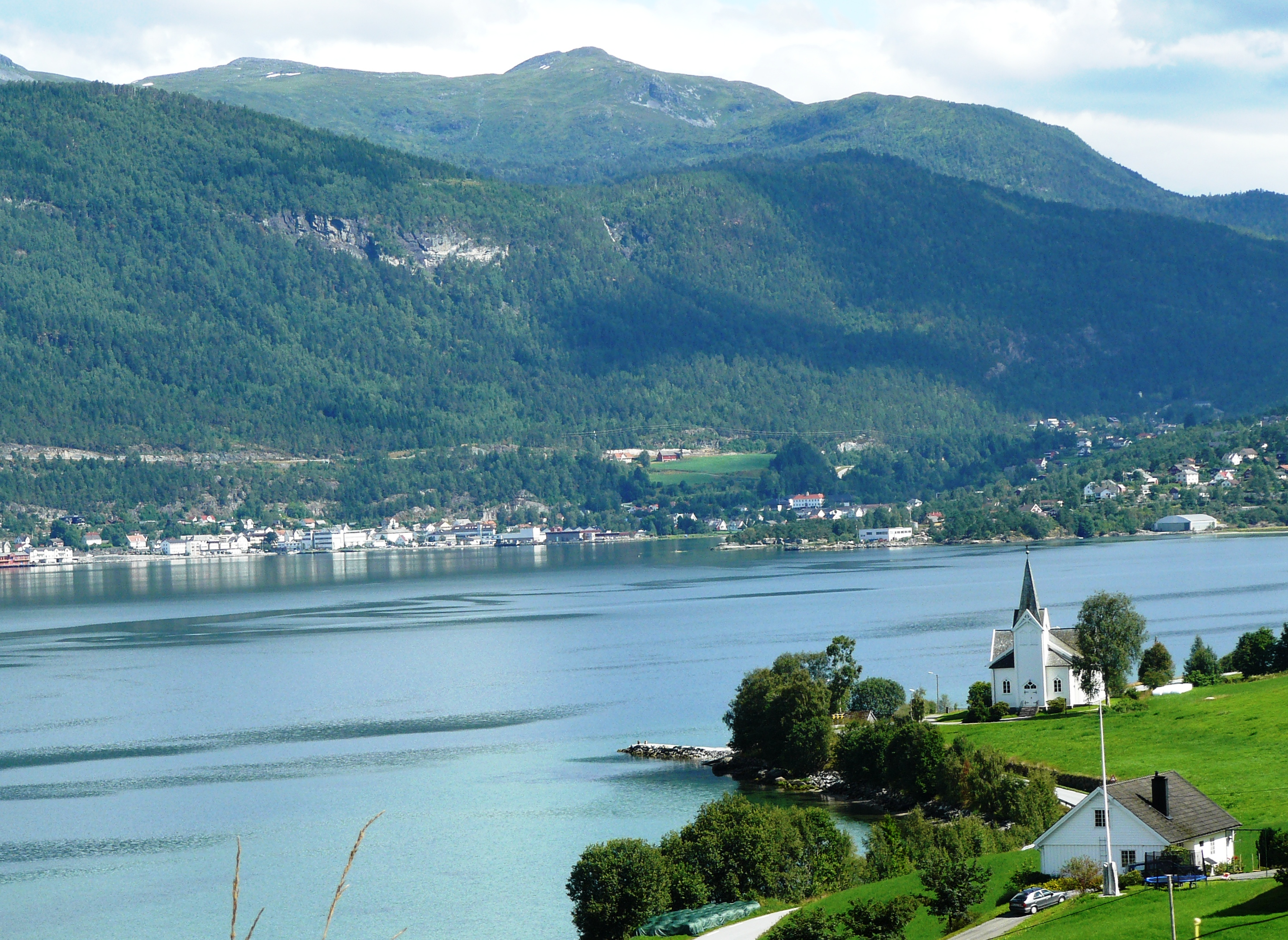
Il villaggio di Sandane a Gloppen.
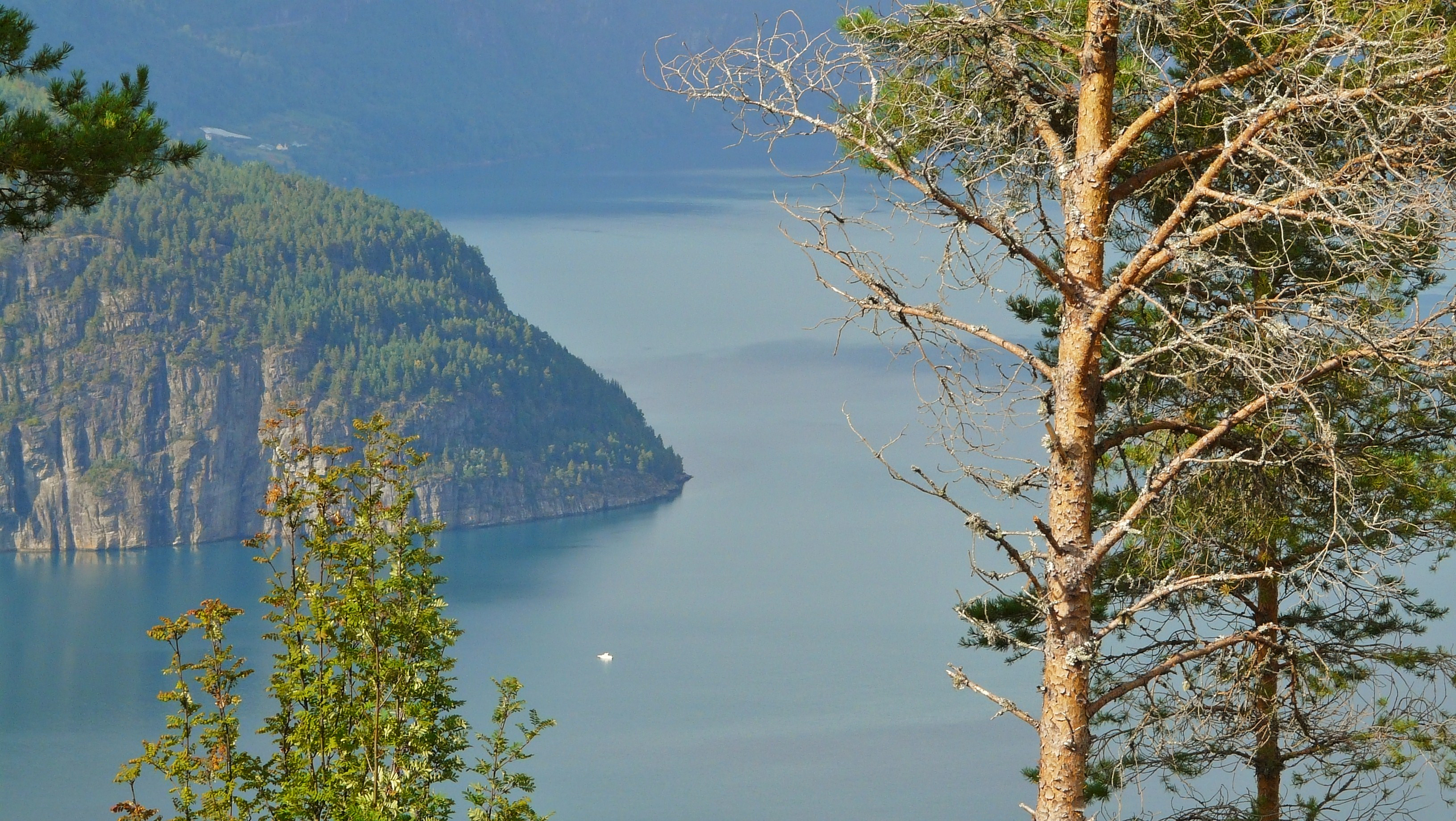
Il fiordo Innvikfjorden visto dalla strada Riksvei 60.
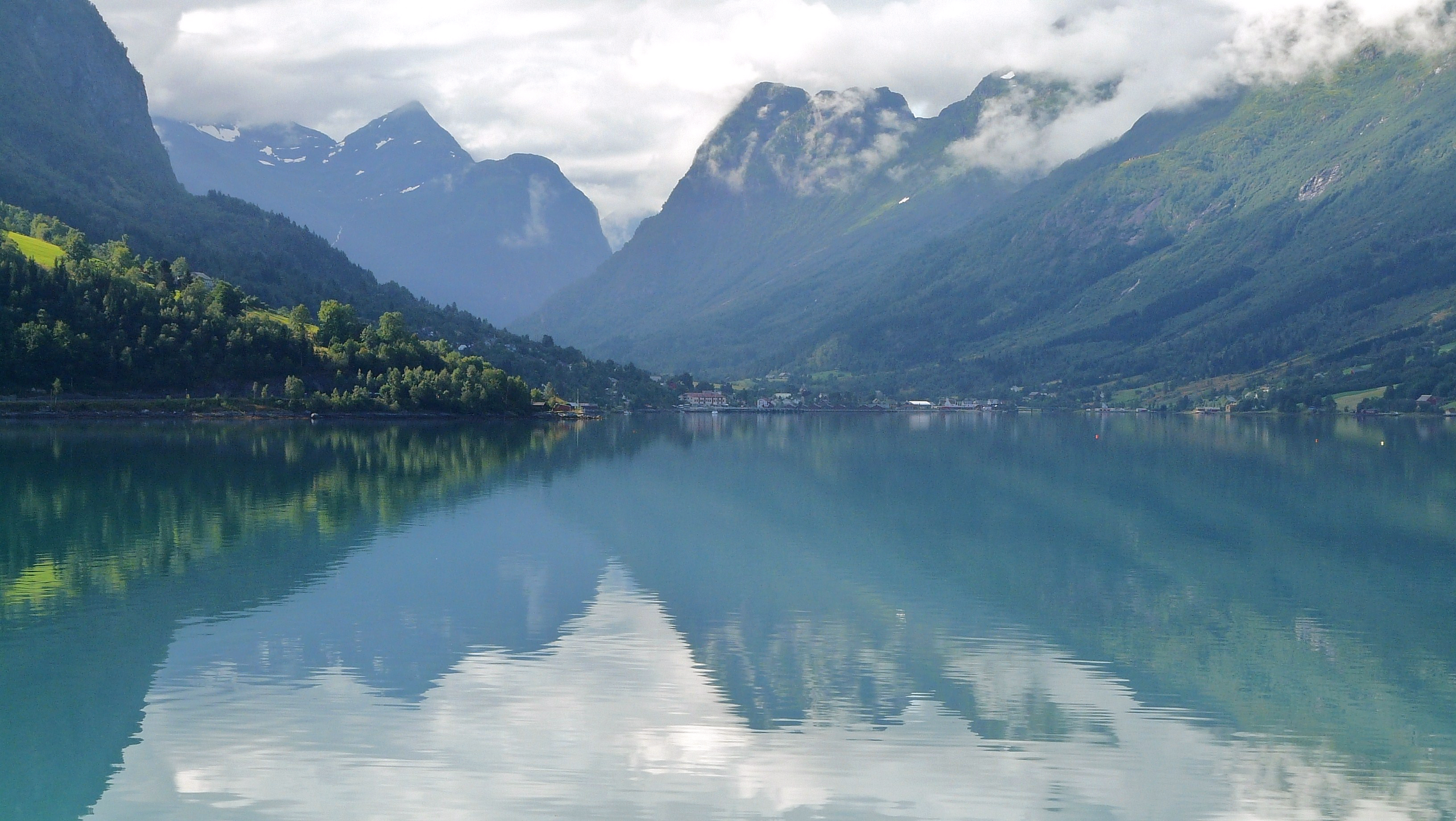
Oldedalen e Oldebukta visti dalla sponda opposta del fiordo.
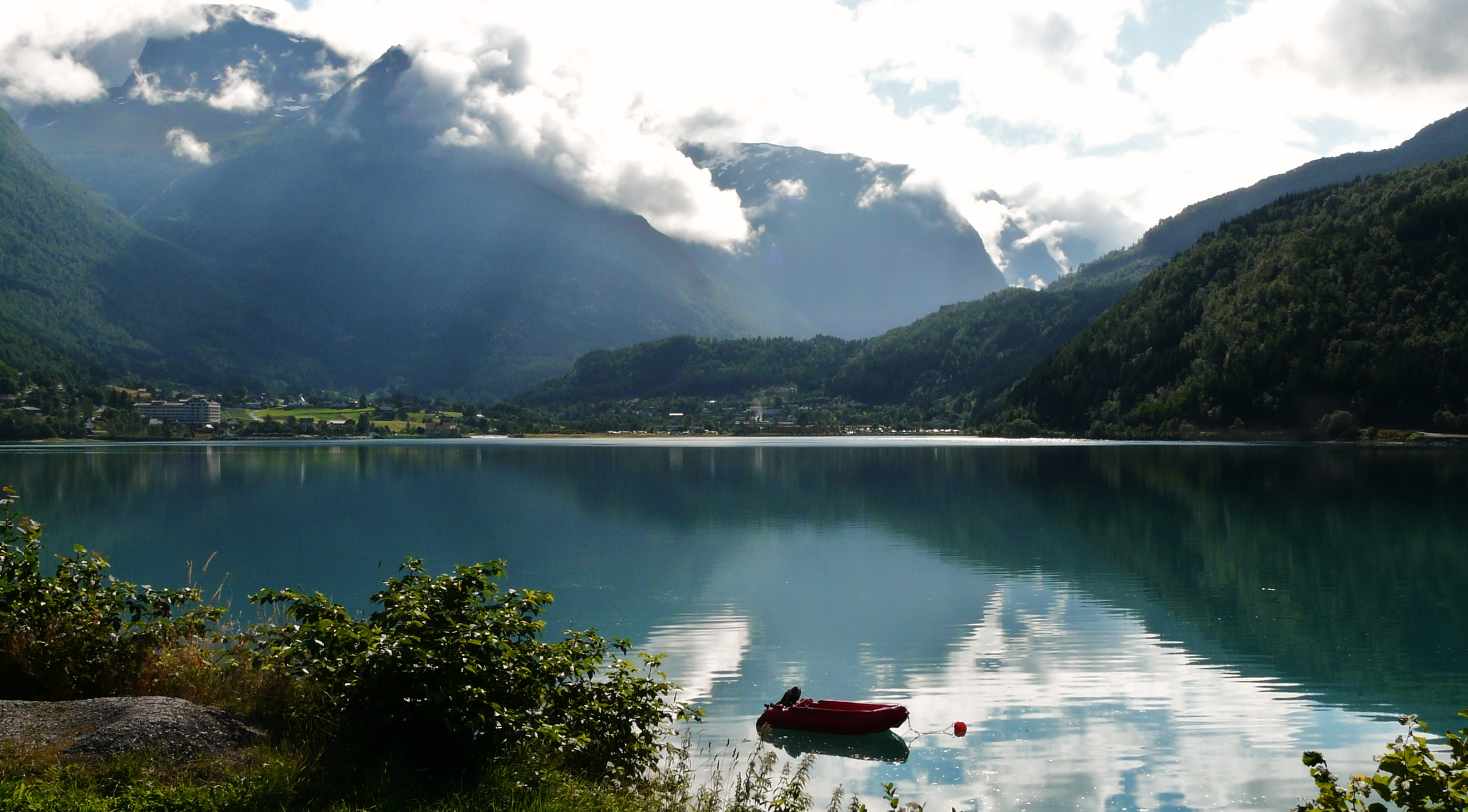
Lobukta vista dalla costa nord dell'estremità orientale del Nordfjord.